# Folco Perrino
Folco Perrino (Novara, 28 gennaio 1928 – Novara, 7 agosto 2015) è stato un pianista, musicologo, scrittore e didatta italiano.

## Biografia
Folco Perrino ha iniziato studiando con i noti musicisti Felice Quaranta, Nino Rossi e Luigi Gallino diplomandosi a Parma in pianoforte presso il Conservatorio Arrigo Boito. A Torino ha studiato anche composizione con Luigi Perracchio.
Con la moglie Elena Bollatto, ha fondato nel 1957 il Duo di pianoforte Bollatto-Perrino, che si è esibito per la prima volta in concerto al Teatro Carignano di Torino. Ha suonato per oltre mezzo secolo con famose orchestre dirette dai celebri maestri del calibro di Gianfranco Rivoli, Carlo Zecchi, Antonino Cascio, Vittorio Antonellini, Dieter-Gerhardt Worm, Georg Ventila, Jörg Faerber, Josep Wilkomirski, Ľudovít Rajter e Pinchas Steinberg.
Così iniziava ogni concerto con la moglie.